# Atagollahalli, Sidlaghatta
Atagollahalli là một làng thuộc tehsil Sidlaghatta, huyện Kolar, bang Karnataka, Ấn Độ.